# Všetice
Všetice je malá vesnice, část městyse Netvořice v okrese Benešov. Nachází se asi 3 km na jih od Netvořic. Prochází zde silnice II/105. V roce 2009 zde bylo evidováno 20 adres.
Všetice je také název katastrálního území o rozloze 4,61 km². V katastrálním území Všetice leží i Radějovice.

## Historie
První písemná zmínka o vesnici pochází z roku 1061.
Za druhé světové války se ves stala součástí vojenského cvičiště Zbraní SS Benešov a její obyvatelé se museli 1. dubna 1943 vystěhovat.